# Pterophthirus alata
Pterophthirus alata är en insektsart som först beskrevs av Ferris 1921.  Pterophthirus alata ingår i släktet Pterophthirus och familjen gnagarlöss. Inga underarter finns listade i Catalogue of Life.